# Коразон (Порторико)
Коразон (шп. Corazón) град је у америчкој острвској територији Порторико, острвској држави Кариба.

## Демографија
По попису из 2010. године број становника је 2.131, што је 794 (-27,1%) становника мање него 2000. године.
| Група             | 2000.         | 2010.         |
| Белци             | 2 (0,1%)      | 13 (0,6%)     |
| Афроамериканци    | 326 (11,1%)   | 387 (18,2%)   |
| Азијати           | 28 (1,0%)     | 0 (0,0%)      |
| Хиспаноамериканци | 2.920 (99,8%) | 2.110 (99,0%) |
| Укупно            | 2.925         | 2.131         |